# José Aveiro
José Raúl Aveiro Lamas (18 lipca 1936 w Asunción, zm. 19 października 2024) – piłkarz paragwajski, napastnik.
Urodzony w Asunción Aveiro jako gracz klubu Sportivo Luqueño był w kadrze reprezentacji podczas finałów mistrzostw świata w 1958 roku, gdzie Paragwaj, pomimo bardzo dobrej postawy, odpadł już w fazie grupowej. Aveiro nie zagrał w żadnym meczu.
W następnym roku wziął udział w turnieju Copa América 1959, gdzie Paragwaj zajął trzecie miejsce. Aveiro zagrał we wszystkich sześciu meczach – z Chile (zdobył 2 bramki), Boliwią (zdobył 1 bramkę), Urugwajem (zdobył 1 bramkę), Argentyną, Brazylią (zmienił na boisku Luisa Doldána) i Peru (zdobył 2 bramki). Jako zdobywca 6 bramek został wicekrólem strzelców turnieju – wyprzedził go tylko legendarny król futbolu Pelé.
Po mistrzostwach kontynentalnych Aveiro przeniósł się do Hiszpanii, gdzie od lipca 1959 roku do czerwca 1961 roku grał w klubie Valencia CF. Następnie od lipca 1963 roku do czerwca 1964 roku był graczem klubu Elche CF.